# 1364 هـ
1364 هـ هي سنة في التقويم الهجري امتدت مقابلةً في التقويم الميلادي بين سنتي 1944 و1945.

## مواليد
- أحمد الصراف
- جابر بن سالم بن موسى القحطاني
- علي عبد الله الجمعة
- بكر أبو زيد
- حجاب الحازمي
- إبراهيم الأخضر
- عبد الرحمن المشيقح
- عبد الرحمن عبد الله عبد العزيز المشيقح
- عبد الله بن محمد الفيصل
- عبد الوهاب مجثل
- عبد ربه منصور هادي
- عدنان جمجوم
- علي محسن الأحمر
- محمد علي الطباطبائي
- مبارك جابر الأحمد الصباح
- مقرن بن عبد العزيز آل سعود
- منيع عبد الحليم محمود
- هاشم بن عبد الله يماني
- دولت شوقي

## وفيات
- أبو الحسن الموسوي الأصفهاني
- أحمد ماهر باشا
- أدولف هتلر
- ألفرد بل
- جوزيف غوبلز
- خالد سليمان فائق
- رينولد نيكلسون
- صلاح الدين الصباغ
- عبد الرشيد إبراهيم
- ماكس ميرهوف
- محمد الخانجي البوسنوي
- محمد بن علي الدكالي
- محمد علي المدني
- موسى الإحقاقي
- أحمد محرم
- محمد مصطفى المراغي
- معروف الرصافي
- الخانجي البوسنوي
- عبد العزيز نظمي